# Bursitis olecrani
Bursitis olecrani, ook wel studentenelleboog genoemd, is een aandoening waarbij de slijmbeurs van de elleboog ter hoogte van het olecranon ontstoken is. De naam studentenelleboog wordt gebruikt omdat studenten tijdens het leren veelvuldig op de elleboog zouden steunen waardoor de klachten kunnen ontstaan.

## Symptomen
- Zichtbare zwelling aan de achterzijde van de elleboog.
- Pijn ter hoogte van de slijmbeurs.
- Bewegingen van de elleboog kunnen pijnlijk zijn (met name het buigen).
- Druk op de slijmbeurs is pijnlijk.

## Behandeling
- Relatieve rust.
- IJspakkingen kunnen de klachten doen verminderen.